# Out of Ashes
Out of Ashes é um álbum, o único lançado pela banda Dead by Sunrise, projeto paralelo de Chester Bennington com membros do Julien-K.

## Faixas
As faixas do álbum foram confirmadas no dia 24 de agosto de 2009.
| N.º | Título               | Duração |  |
| 1.  | "Fire"               | 3:50    |  |
| 2.  | "Crawl Back In"      | 3:03    |  |
| 3.  | "Too Late"           | 2:59    |  |
| 4.  | "Inside of Me"       | 2:18    |  |
| 5.  | "Let Down"           | 3:58    |  |
| 6.  | "Give Me Your Name"  | 4:56    |  |
| 7.  | "My Suffering"       | 2:39    |  |
| 8.  | "Condemned"          | 2:32    |  |
| 9.  | "Into You"           | 3:23    |  |
| 10. | "End of the World"   | 3:56    |  |
| 11. | "Walking in Circles" | 4:43    |  |
| 12. | "In the Darkness"    | 5:27    |  |